# Uruguay a 2016. évi nyári olimpiai játékokon
Uruguay a brazíliai Rio de Janeiróban megrendezett 2016. évi nyári olimpiai játékok egyik részt vevő nemzete volt. Az országot az olimpián 8 sportágban 17 sportoló képviselte, akik érmet nem szereztek.

## Atlétika
Az uruguayi atléták a következő számokban szereztek kvótát atlétikában:
Férfi
| Versenyző       | Versenyszám | Előfutam | Előfutam | Előfutam | Elődöntő | Elődöntő | Elődöntő | Döntő   | Döntő    |
| Versenyző       | Versenyszám | Idő      | Hely.    | Össz.    | Idő      | Hely.    | Össz.    | Idő     | Helyezés |
| --------------- | ----------- | -------- | -------- | -------- | -------- | -------- | -------- | ------- | -------- |
| Andrés Silva    | 400 m gát   | 49,21    | 3.       | 17.      | 49,75    | 6.       | 20.*     | kiesett | kiesett  |
| Martín Cuestas  | Maraton     |          |          |          |          |          |          | 2:28:10 | 109.     |
| Nicolás Cuestas | Maraton     |          |          |          |          |          |          | 2:17:44 | 40.      |
| Andrés Zamora   | Maraton     |          |          |          |          |          |          | 2:18:36 | 50.      |

| Versenyző     | Versenyszám | Selejtező | Selejtező | Döntő    | Döntő    |
| Versenyző     | Versenyszám | Eredmény  | Helyezés  | Eredmény | Helyezés |
| ------------- | ----------- | --------- | --------- | -------- | -------- |
| Emiliano Lasa | Távolugrás  | 814 cm    | 3.        | 810 cm   | 6.       |

Női
| Versenyző         | Versenyszám | Előfutam | Előfutam | Előfutam | Elődöntő | Elődöntő | Elődöntő | Döntő   | Döntő    |
| Versenyző         | Versenyszám | Idő      | Hely.    | Össz.    | Idő      | Hely.    | Össz.    | Idő     | Helyezés |
| ----------------- | ----------- | -------- | -------- | -------- | -------- | -------- | -------- | ------- | -------- |
| Déborah Rodríguez | 800 m       | 2:01,86  | 6.       | 40.      | kiesett  | kiesett  | kiesett  | kiesett | kiesett  |

* - egy másik versenyzővel azonos eredményt ért el

## Cselgáncs
Földrajzi alapon kiosztott kvóták alapján egyetlen uruguayi cselgáncsozó, a 100 kg-s kategóriában induló Pablo Aprahamian szerzett jogot a részvételre.
Férfi
| Versenyző        | Versenyszám  | Selejtező         | 32-es főtábla                           | Nyolcaddöntő      | Negyeddöntő       | Elődöntő          | Vigaszág elődöntő | Bronz- mérkőzés   | Döntő             | Helyezés |
| Versenyző        | Versenyszám  | Ellenfél Eredmény | Ellenfél Eredmény                       | Ellenfél Eredmény | Ellenfél Eredmény | Ellenfél Eredmény | Ellenfél Eredmény | Ellenfél Eredmény | Ellenfél Eredmény | Helyezés |
| ---------------- | ------------ | ----------------- | --------------------------------------- | ----------------- | ----------------- | ----------------- | ----------------- | ----------------- | ----------------- | -------- |
| Pablo Aprahamian | Félnehézsúly | erőnyerő          | Rafael Buzacarini (BRA) · 000(2)–100(0) | kiesett           | kiesett           | kiesett           |                   |                   |                   | 17.      |

## Evezés
Egyetlen uruguayi evezős kvalifikálta magát a riói játékokra.
Férfi
| Versenyző         | Versenyszám  | Előfutam | Előfutam | Vigaszág | Vigaszág | Negyeddöntő | Negyeddöntő | Elődöntő | Elődöntő | Elődöntő | Döntő | Döntő   | Döntő | Helyezés |
| Versenyző         | Versenyszám  | Idő      | Hely.    | Idő      | Hely.    | Idő         | Hely.       | Típus    | Idő      | Hely.    | Típus | Idő     | Hely. | Helyezés |
| ----------------- | ------------ | -------- | -------- | -------- | -------- | ----------- | ----------- | -------- | -------- | -------- | ----- | ------- | ----- | -------- |
| Jhonatan Esquivel | Egypárevezős | 7:16,08  | 3.       | erőnyerő | erőnyerő | 7:40,27     | 5.          | C/D      | 7:22,98  | 1.       | C     | 7:13,65 | 6.    | 18.      |

## Lovaglás
Egyetlen díjugrató képviselte Uruguayt Rióban, olimpián ötvenhat éve először.
Díjugratás
| Versenyző      | Ló                       | Versenyszám | Selejtező | Selejtező | Selejtező | Selejtező | Selejtező | Selejtező | Selejtező | Selejtező | Döntő   | Döntő   | Döntő   | Végeredmény | Végeredmény |
| Versenyző      | Ló                       | Versenyszám | 1. kör    | 1. kör    | 2. kör    | 2. kör    | 2. kör    | 3. kör    | 3. kör    | 3. kör    | 1. kör  | 1. kör  | 2. kör  | Végeredmény | Végeredmény |
| Versenyző      | Ló                       | Versenyszám | Bünt.     | Hely.     | Bünt.     | Össz.     | Hely.     | Bünt.     | Össz.     | Hely.     | Bünt.   | Hely.   | Bünt.   | Bünt.       | Helyezés    |
| -------------- | ------------------------ | ----------- | --------- | --------- | --------- | --------- | --------- | --------- | --------- | --------- | ------- | ------- | ------- | ----------- | ----------- |
| Néstor Nielsen | Prince Royal Z de la Luz | Egyéni      | 1         | 25.       | 9         | 10        | 44.       | 13        | 23        | 42.       | kiesett | kiesett | kiesett | kiesett     | kiesett     |

## Súlyemelés
Az ország egy fel nem használt kvótát kapott meg súlyemelésben, ezzel ebben a sportágban 1996 óta voltak először jelen.
Női
| Versenyző  | Versenyszám | Szakítás | Szakítás | Lökés    | Lökés    | Összesen | Helyezés |
| Versenyző  | Versenyszám | Eredmény | Helyezés | Eredmény | Helyezés | Összesen | Helyezés |
| ---------- | ----------- | -------- | -------- | -------- | -------- | -------- | -------- |
| Sofía Rito | 53 kg       | 67       | 13.      | 82       | 12.      | 146      | 12.      |

## Tenisz
Uruguay Pablo Cuevas személyében 1996 óta képviseltette magát először a tenisztornán. Cuevas világranglista-negyvenedikként alanyi jogon indulhatott Rióban.
Férfi
| Versenyző    | Versenyszám | 64-es főtábla                                    | 32-es főtábla                         | Nyolcaddöntő      | Negyeddöntő       | Elődöntő          | Bronz- mérkőzés   | Döntő             | Helyezés |
| Versenyző    | Versenyszám | Ellenfél Eredmény                                | Ellenfél Eredmény                     | Ellenfél Eredmény | Ellenfél Eredmény | Ellenfél Eredmény | Ellenfél Eredmény | Ellenfél Eredmény | Helyezés |
| ------------ | ----------- | ------------------------------------------------ | ------------------------------------- | ----------------- | ----------------- | ----------------- | ----------------- | ----------------- | -------- |
| Pablo Cuevas | Egyes       | Nikoloz Basilashvili (GEO) · 6-3, 6-7(8–10), 6-3 | Thomaz Bellucci (BRA) · 2-6, 6-4, 3-6 | kiesett           | kiesett           | kiesett           | kiesett           | kiesett           | 17.      |

## Úszás
Uruguay egy férfi és egy női úszóval képviseltethette magát a játékokon.
Férfi
| Versenyző        | Versenyszám | Előfutam | Előfutam | Előfutam | Elődöntő | Elődöntő | Elődöntő | Döntő   | Döntő    |
| Versenyző        | Versenyszám | Idő      | Hely.    | Össz.    | Idő      | Hely.    | Össz.    | Idő     | Helyezés |
| ---------------- | ----------- | -------- | -------- | -------- | -------- | -------- | -------- | ------- | -------- |
| Martin Melconian | 100 m mell  | 1:02,67  | 2.       | 39.      | kiesett  | kiesett  | kiesett  | kiesett | kiesett  |

Női
| Versenyző      | Versenyszám | Előfutam | Előfutam | Előfutam | Elődöntő | Elődöntő | Elődöntő | Döntő   | Döntő    |
| Versenyző      | Versenyszám | Idő      | Hely.    | Össz.    | Idő      | Hely.    | Össz.    | Idő     | Helyezés |
| -------------- | ----------- | -------- | -------- | -------- | -------- | -------- | -------- | ------- | -------- |
| Inés Remersaro | 100 m gyors | 57,85    | 1.       | 34.      | kiesett  | kiesett  | kiesett  | kiesett | kiesett  |

## Vitorlázás
Uruguayi sportolók a következő hajóosztályokban kvalifikálták magukat:
Férfi
| Versenyző        | Versenyszám | Futam | Futam | Futam | Futam | Futam | Futam | Futam | Futam | Futam | Futam | Futam   | Pontszám | Helyezés |
| Versenyző        | Versenyszám | 1     | 2     | 3     | 4     | 5     | 6     | 7     | 8     | 9     | 10    | É       | Pontszám | Helyezés |
| ---------------- | ----------- | ----- | ----- | ----- | ----- | ----- | ----- | ----- | ----- | ----- | ----- | ------- | -------- | -------- |
| Alejandro Foglia | Finn dingi  | 21    | (24)  | 9     | 17    | 20    | 21    | 15    | 15    | 3     | 1     | kiesett | 122      | 19.      |

Női
| Versenyző       | Versenyszám  | Futam | Futam | Futam | Futam | Futam | Futam | Futam | Futam | Futam | Futam | Futam   | Pontszám | Helyezés |
| Versenyző       | Versenyszám  | 1     | 2     | 3     | 4     | 5     | 6     | 7     | 8     | 9     | 10    | É       | Pontszám | Helyezés |
| --------------- | ------------ | ----- | ----- | ----- | ----- | ----- | ----- | ----- | ----- | ----- | ----- | ------- | -------- | -------- |
| Dolores Moreira | Laser radial | 12    | (32)  | 22    | 22    | 31    | 28    | 28    | 7     | 11    | 24    | kiesett | 185      | 25.      |

Vegyes
| Versenyző                    | Versenyszám | Futam | Futam | Futam | Futam | Futam | Futam | Futam | Futam | Futam | Futam | Futam | Futam | Futam   | Pontszám | Helyezés |
| Versenyző                    | Versenyszám | 1     | 2     | 3     | 4     | 5     | 6     | 7     | 8     | 9     | 10    | 11    | 12    | É       | Pontszám | Helyezés |
| ---------------------------- | ----------- | ----- | ----- | ----- | ----- | ----- | ----- | ----- | ----- | ----- | ----- | ----- | ----- | ------- | -------- | -------- |
| Pablo Defazio Mariana Foglia | Nacra 17    | (19)  | 5     | 11    | 13    | 17    | 19    | 16    | 16    | 17    | 6     | 6     | 16    | kiesett | 142      | 17.      |